# Ну очень страшное кино
«Ну очень страшное кино» (англ. Shriek If You Know What I Did Last Friday The Thirteenth, дословно — «Визжи, если знаешь, что я сделал на прошлую пятницу 13-го») — американская комедия Джона Блэнчарда 2000 года, пародирующая различные фильмы ужасов, в частности слэшеры.

## Сюжет
Чертовщина начинает происходить в городке Булемия-Фоллс, мэр которого страдает дислексией, когда Пятница, 13 и Хэллоуин выпадают на один день. 
Некий убийца, укравший костюм из магазина «Подарки Спенсера», начинает кровавую охоту за популярными учениками школы «Белмия-Хай». Поскольку костюм был украден во время его дежурства, охранник магазина Дуи берётся за расследование кровавых преступлений, а помочь ему в этом решает обворожительная ведущая музыкального кабельного канала Хагита Атслей. 
Дуи и Хагита приглядывают за пятью самыми популярными ребятами и пытаются спасти их от смерти. Каждый из них получил по таинственному письму от убийцы, и теперь каждый может стать следующей жертвой. К счастью для них, убийца так же туп, как и сами ребята, и большинство его потенциальных жертв умирает прежде, чем маньяк добирается до них.

## В ролях
| Актёр             | Роль                 |
| ----------------- | -------------------- |
| Джули Бенц        | Барбара Праймсаспект |
| Харли Кросс       | Доусон Дири          |
| Махандра Дельфино | Мартина Мартинес     |
| Саймон Рекс       | Слэб О’Биф           |
| Дэнни Стронг      | Боннер «Бонер»       |
| Кулио             | Директор Интерес     |
| Айми Грэхэм       | Скрю Фромбехайнд     |
| Тиффани Тиссен    | Хагита Атсли         |
| Том Арнольд       | Хардинг              |
| Ширли Джонс       | сестра Кеворкян      |
| Роуз Мари         | миссис Тингл         |
| Дэвид Херман      | мистер Лоуэлл        |

Большинство имён персонажей являются «говорящими» или отсылают к персонажам других фильмов ужасов или актёрам, их игравших.

## Релиз
Выпуск фильма планировался на большом экране, но из-за конкуренции с вышедшим в тот же год на несколько месяцев раньше аналогичным фильмом «Очень страшное кино», картина была выпущена сразу на видео 17 октября 2000 года. Название картины также очень похоже на рабочий заголовок «Очень страшного кино» — «Кричи, если ты знаешь, что я сделал на прошлый Хэллоуин» (англ. Scream If You Know What I Did Last Halloween).
Оригинальное название фильма «Shriek If You Know What I Did Last Friday The Thirteenth» (рус. Кричи, если знаешь, что я сделал в прошлую пятницу тринадцатое) является отсылкой к классическим фильмам, которые стали объектом высмеивания: «Крик», «Я знаю, что вы сделали прошлым летом», «Пятница, 13» и «Кристина».

### Критика
На сайте «Rotten Tomatoes» фильм набрал всего лишь 14 % с рейтингом 2,5 из 10 баллов.
Ларри Гетлен с сайта «FilmCritic.com» дал фильму отрицательную оценку, отметив, что это «бессюжетное месиво со скучными персонажами, несмешными туалетными шутками и приколами ниже пояса». Дэвид Нузаир в своём отзыве для «Reelfilm.com» написал про этот фильм следующее — «Представьте себе не смешную шутку, которая повторяется на протяжении следующего часа и пятнадцати минут».

### Издание на видео
Картина вышла в США сразу на видео. Во многих странах картина известна под сокращённым названием «Визг» (англ. Shriek).
В США фильм вышел на VHS и DVD в 2001 году. Издатель — «Lions Gate». В России фильм издавался в 2001 году на VHS компанией «Екатеринбург Арт» с многоголосым закадровым озвучиванием и дистрибутором «Новый Диск» на DVD в 2008 году и «Флагман Трейд» в 2009.
Также фильм неоднократно транслировался на канале ТНТ.